# Oliver Wendell Holmes (jurista)
Oliver Wendell Holmes Jr. (8 de marzo de 1841 - 6 de marzo de 1935) fue un jurista estadounidense, juez asociado de la Corte Suprema de los Estados Unidos entre 1902 y 1932 y presidente interino del alto tribunal entre enero y febrero de 1930. 
Reconocido por su larga carrera, concisas y precisas opiniones, y el respeto profesado por el legislador a sus decisiones jurídicas, es uno de los jueces de la Corte Suprema de Estados Unidos más reconocido y citado en la historia, particularmente por su argumentación en la sentencia dictada por unanimidad en el caso Schenck contra Estados Unidos de 1919. Honrado como uno de los jueces más influyentes e importantes en el derecho anglosajón en Estados Unidos y también en Reino Unido, Holmes se retiró a la edad de 90 años, convirtiéndose en el juez más longevo de la Corte Suprema en toda su historia. Previamente también fue juez asociado y juez presidente de la Corte Suprema Judicial de Massachusetts, además de profesor asociado en la que había sido su alma mater, la facultad de Derecho de Harvard.
Profundamente influido por sus experiencias bélicas en la guerra civil estadounidense, Holmes ayudó a desplazar el pensamiento legal estadounidense hacia el «realismo jurídico», como él mismo resumía en su máxima «la vida de la ley no ha sido lógica, ha sido experiencia». Holmes se opuso a la doctrina del derecho natural y abrazó una forma de escepticismo moral, provocando un cambio de paradigma en la jurisprudencia estadounidense. En una de sus más célebres opiniones concibió, en su voto particular del caso Abrams contra Estados Unidos de 1919, a la Constitución estadounidense «como un experimento, ya que toda la vida es un experimento», y esgrimió que como consecuencia lógica «deberíamos estar eternamente atentos a los intentos de verificar la expresión de opiniones que detestamos y creemos que están repletas de muerte». Nombrado juez de la Corte Suprema por el presidente Theodore Roosevelt, durante su mandato promovió y apoyó los esfuerzos para regular la economía y abogó por una amplia libertad de expresión al amparo de la Primera Enmienda; estas posiciones, su personalidad distintiva, así como su particular estilo literario, lo convirtieron en una figura popular, especialmente entre los «progresistas» estadounidenses. Su jurisprudencia tuvo una notable influencia en el pensamiento jurídico estadounidense posterior, incluido el consenso judicial que permitió el nuevo derecho regulatorio surgido de las políticas del New Deal, además de en las escuelas pragmáticas, del análisis económico del Derecho y en los estudios jurídicos críticos. Señalado como uno de los pocos jueces eruditos en su campo, el Journal of Legal Studies lo identificó «como el tercer jurista estadounidense más citado del siglo XX».